# دانشگاه سمنگان
دانشگاه سمنگان دانشگاهی دولتی در شهر اَیبَک، ولایت سمنگان، افغانستان است.

## پیشینه
دانشگاه سمنگان در سال ۱۳۸۷ (خورشیدی) با نام مؤسسهٔ تحصیلات عالی سمنگان در شهر اَیبک، ولایت سمنگان، افغانستان و در زمان محمد اعظم دادفر وزیر تحصیلات عالی با ظرفیت پذیرش ۲۰۰۰ دانشجو و ۱۰ استاد آغاز به کار نمود. اکنون این دانشگاه دارای سه دانشکده با نام اقتصاد، کشاورزی و تعلیم و تربیت با شش بخش ادبیات، تاریخ ،جغرافیا ،کیمیا ،ریاضی و فیزیک می‌باشد.

## دانشکده‌ها
- اقتصاد

دارایی دو بخش اداره و مدیریت و بانکداری
- کشاورزی دارایی سه بخش

اقتصاد و توسعهٔ زراعتی، جنگلات، باغداری و اگرانومی
- دانشکدهٔ تعلیم و تربیت

دارای شش بخش ادبیات، تاریخ، جغرافیا، کیمیا، ریاضی، فیزیک، کمپیوتر، فرهنگ و علوم اسلامی می‌باشد.